# 단쿤 특대교

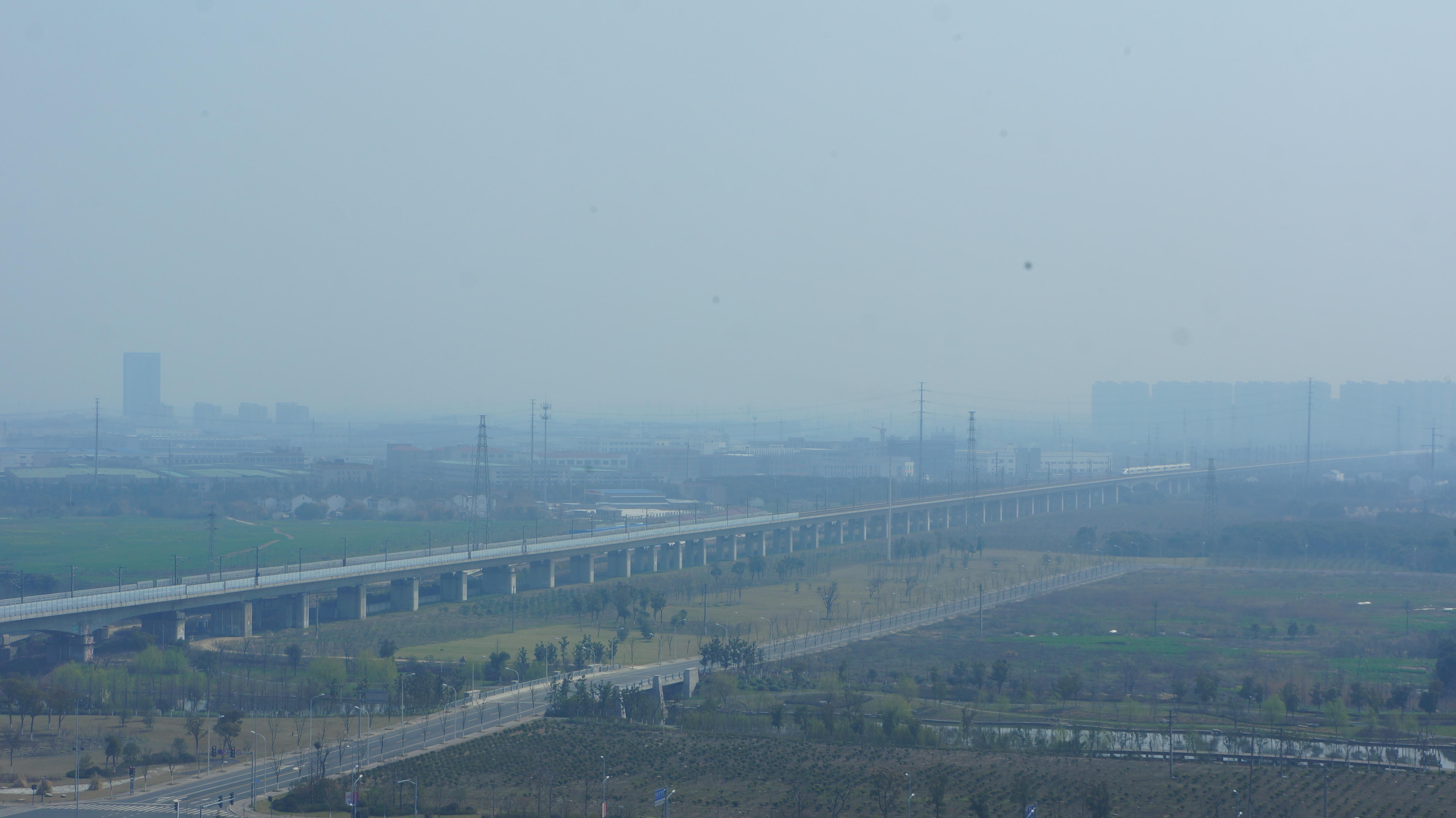
단쿤 특대교

단쿤 특대교(중국어: 丹昆特大橋) 또는 단양-쿤산 특대교(중국어: 丹陽-昆山特大橋)는 중화인민공화국 장쑤성에 위치한 교량으로, 징후 고속철도가 통과하며 길이는 164.8km이다.

## 개요
단쿤 특대교는 중화인민공화국 장쑤성의 단양시와 쿤산시를 연결하며, 창저우시, 우시시, 쑤저우시 등 중요 도시를 통과한다. 장강 삼각주 안에 있으며, 쑤저우시에서 양청호를 건너는 약 9km의 구간이 있다. 이 다리는 2010년에 준공하여 2011년에 개통하였다. 기네스 세계 기록에 세계 최장 교량으로 등재되었다.

## 같이 보기
- 자오저우만 대교
- 강주아오 대교